# Ceropegia ballyana
Ceropegia ballyana är en oleanderväxtart som beskrevs av Arthur Allman Bullock. Ceropegia ballyana ingår i släktet Ceropegia och familjen oleanderväxter. Inga underarter finns listade i Catalogue of Life.